# Choucador cendré
Lamprotornis unicolor
Pour les autres espèces de spréos, voir Spréo.
Espèce
Statut de conservation UICN

 LC  : Préoccupation mineure
Le Choucador cendré (Cosmopsarus unicolor), anciennement Spréo cendré, est une espèce de passereaux de la famille des Sturnidae.

## Répartition géographique
Cet oiseau vit à travers la Tanzanie et l'extrême sud du Kenya.